# Mehrnbach
Mehrnbach è un comune austriaco di 2 320 abitanti nel distretto di Ried im Innkreis, in Alta Austria.